# Saison 1921-1922 de la PCHA
Saison précédente Saison suivante
La saison 1921-1922 est la onzième saison de l'Association de hockey de la Côte du Pacifique (souvent désignée par le sigle PCHA en référence à son nom anglais : Pacific Coast Hockey Association), ligue de hockey sur glace d'Amérique du Nord. Chacune des trois équipes qui disputent la saison joue vingt-quatre rencontres ; à la fin du calendrier, les Metropolitans de Seattle sont la meilleure équipe de la saison régulière mais sont battus par les Millionnaires de Vancouver en séries éliminatoires qui disputent ensuite la Coupe Stanley contre les St. Patricks de Toronto, champions de la Ligue nationale de hockey et ils sont vaincus en cinq rencontres.

## Saison régulière

### Classement
| Équipe                     | PJ | V  | D  | N | Pts | BP | BC |
| -------------------------- | -- | -- | -- | - | --- | -- | -- |
| Metropolitans de Seattle   | 24 | 12 | 11 | 1 | 25  | 65 | 64 |
| Millionnaires de Vancouver | 24 | 12 | 12 | 0 | 24  | 77 | 68 |
| Aristocrats de Victoria    | 24 | 11 | 12 | 1 | 23  | 61 | 71 |

### Statistiques
| Nom            | Équipe    | PJ | BC | Bl | Moy  |
| -------------- | --------- | -- | -- | -- | ---- |
| Hap Holmes     | Seattle   | 24 | 68 | 4  | 2,60 |
| Hugh Lehman    | Vancouver | 22 | 62 | 4  | 2,80 |
| Norman Fowler  | Victoria  | 24 | 70 | 1  | 2,82 |
| Tommy Murray   | Vancouver | 2  | 6  | 0  | 3,00 |
| Lester Patrick | Victoria  | 2  | 1  | 0  | 4,62 |

| Nom               | Équipe    | PJ | B  | A  | Pts | Pun |
| ----------------- | --------- | -- | -- | -- | --- | --- |
| Jack Adams        | Vancouver | 24 | 26 | 4  | 30  | 24  |
| Mickey MacKay     | Vancouver | 24 | 15 | 10 | 25  | 20  |
| Frank Fredrickson | Victoria  | 24 | 15 | 10 | 25  | 21  |
| Bernie Morris     | Seattle   | 24 | 14 | 10 | 24  | 9   |
| Frank Foyston     | Seattle   | 23 | 16 | 10 | 23  | 25  |
| Tommy Dunderdale  | Victoria  | 24 | 12 | 7  | 19  | 40  |
| Jim Riley         | Seattle   | 23 | 16 | 2  | 18  | 27  |
| Eddie Oatman      | Victoria  | 18 | 10 | 5  | 15  | 22  |
| Art Duncan        | Vancouver | 24 | 5  | 9  | 14  | 19  |
| Smokey Harris     | Vancouver | 23 | 10 | 4  | 14  | 21  |

## Séries éliminatoires
Seattle et Vancouver se rencontrent pour la cinquième année consécutive pour le titre de champion de la saison. Seattle remporte les deux matchs sur le score de 1-0 et le titre de champion.

## Coupe Stanley
| Date    | Vainqueur | Score | Perdant   |
| ------- | --------- | ----- | --------- |
| 21 mars | Vancouver | 4-3   | Toronto   |
| 24 mars | Toronto   | 2-1   | Vancouver |
| 28 mars | Vancouver | 3–0   | Toronto   |
| 31 mars | Toronto   | 6-0   | Vancouver |
| 4 avril | Toronto   | 5-1   | Vancouver |